# Ramón Pascual de Sans
Ramón Pascual de Sans (Barcelona, 1942) es un catedrático y físico español. Rector de la Universidad Autónoma de Barcelona entre 1986 y 1990, ha trabajado principalmente en la mecánica cuántica y en la teoría de partículas elementales.

## Biografía
Hijo del químico José Pascual Vila, estudió física en la Universidad de Barcelona, donde se licenció en 1963. En 1966 se doctoró por la Universidad de Valencia. En 1967 fue becario postdoctoral en el Centro Internacional de Física Teórica de Trieste y posteriormente fue visitante en el CERN, en el Laboratorio de Física Teórica de Orsay y en el Laboratorio Rutherford de Oxford. Cuando regresó a España fue catedrático de Física en diferentes universidades, como la Universidad de Zaragoza, la Universidad Autónoma de Madrid y la Universidad Autónoma de Barcelona, de la que fue el primer decano de la Facultad de Ciencias, después vicerrector y, finalmente, rector, de 1986 a 1990. De 1980 a 1983 el primer gobierno de Jordi Pujol lo nombró director general de Enseñanza Universitaria, a la vez que también fue nombrado director del Grupo Interuniversitario de Física Teórica (1980-1984). De 2002 a 2008 ha sido presidente de la Asociación Sabadell Universidad. También ha trabajado en el Instituto de Física de Altas Energías.
El 1990 dirigió el grupo de científicos que propuso la construcción en Cataluña de una fuente de luz sincrotrón, denominada Alba. El proyecto fue aprobado en 2002 y Pascual  fue nombrado presidente de la Comisión Ejecutiva. Finalmente, el equipamiento fue inaugurado en 2010 en Sardañola del Vallés, junto al campus de la UAB. Ha sido patrón de la Fundación Joan Maragall. Desde 1989 es miembro de la Real Academia de Ciencias y Artes de Barcelona. El 1991 recibió el premio Narciso Monturiol. También es presidente de la Fundación Parc Taulí. El 2011 recibió la Cruz de Sant Jordi. Del 2011 al 2017 presidió la Real Academia de Ciencias y Artes de Barcelona.